# Dino Limoni

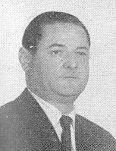
Dino Limoni

Dino Limoni (Verona, 23 februari 1912 – aldaar, 29 juni 1986) was een Italiaans parlementslid voor de Democrazia Cristiana, en onderstaatssecretaris (1969-1970) van de regering Rumor.

## Levensloop
Limoni groeide op in Verona. Hij gaf les als onderwijzer. Hij geraakte progressief betrokken bij het politieke leven in de provincie Verona en de regio Veneto, te beginnen met gemeenteraadslid in Legnago. Limoni was lid van de Democrazia Cristiana. 
Van 1958 tot 1963 was hij parlementslid in de Camera dei Deputati in Rome. Vervolgens was hij senator van 1963 tot 1976. In de Senaat van de Republiek ging zijn aandacht naar het wettelijk statuut van lesgevers in het onderwijs.
Hij werd bestuurder in een overheidsconsortium voor waterleidingen in Veneto.
Hij onderbrak zijn senatoriaal ambt in augustus 1969 omdat hij de post van onderstaatssecretaris van Onderwijs kreeg in de regering Rumor. Minister-president Mariano Rumor was een christendemocraat zoals Limoni en leidde in 1969 een minderheidsregering met uitsluitend christendemocraten. Limoni bleef onderstaatssecretaris tot maart 1970.